# Superjail!
A Superjail! 2007 és 2014 között vetített bemutatott felnőtteknek szóló amerikai rajzfilmsorozat. A sorozat alkotói Christy Karacas, Stephen Warbrick és Ben Gruber, a történet pedig egy különleges börtön mindennapjait követi nyomon. A szinkronhangok közt megtalálható többek közt David Wain, Christy Karacas, Teddy Cohn, Christopher McCulloch és Richard Mather.
A sorozatot az Amerikai Egyesült Államokban az Adult Swim mutatta be, a bevezető részt 2007. május 13-án adták le, míg maga a sorozat 2008. szeptember 28. és 2014. július 30. között futott. Magyarországon egyelőre nem került bemutatásra.

## Cselekménye
A műsor egy különleges börtön mindennapjait mutatja be, ami egy vulkán alatt található meg. A speciális börtönt egy Warden nevezetű fickó működteti könyvelőjével és asszisztensével, Jareddel. A történetekben Warden kihasználja a börtön több mint 70000 lakóját, akikkel saját beteges vágyait és kívánalmait kívánja valóra váltani.

## Szereplők
| Szereplő      | Szinkronhang          |
| ------------- | --------------------- |
| The Warden    | David Wain            |
| Jared         | Teddy Cohn            |
| Alice         | Christy Karacas       |
| Jackknife     | Christy Karacas       |
| Jailbot       | -                     |
| The Doctor    | Christopher McCulloch |
| The Twins     | Richard Mather        |
| Lord Stingray | Eric Bauza            |

## Epizódok
| Évad | Évad          | Epizódok      | Eredeti vetítés      | Eredeti vetítés   |
| Évad | Évad          | Epizódok      | Évadpreimier         | Évadfinálé        |
| ---- | ------------- | ------------- | -------------------- | ----------------- |
|      | Bevezető rész | Bevezető rész | 2007. május 13.      | 2007. május 13.   |
|      | 1             | 10            | 2008. szeptember 28. | 2008. december 7. |
|      | 2             | 10            | 2011. április 3.     | 2011. június 12.  |
|      | 3             | 10            | 2012. szeptember 30. | 2012. december 9. |
|      | 4             | 6             | 2014. június 15.     | 2014. július 20.  |